# Abrami (cognome)
Abrami è un cognome di lingua italiana.

## Varianti
Abrahim, Abramich, Abramo, Abriani, Brami, Bramo, Bramuz, Bramuzzi, Briamo.

## Origine e diffusione
Il cognome è tipicamente settentrionale.
Potrebbe derivare dal prenome Abramo.
Le varianti Abramuz e Abramuzzi compaiono nel Triveneto.

## Persone
- Antonino Abrami – magistrato italiano
- Lahcen Abrami – ex calciatore marocchino
- Serena Abrami – cantautrice italiana